# Йосипенко, Людмила Дмитриевна
Людмила Дмитриевна Йосипенко (род. 24 сентября 1984, Яготин, Киевская область) — украинская легкоатлетка (семиборье). Мастер спорта Украины международного класса по многоборью.

## Биография
На чемпионате Европы 2012 года в Хельсинки Йосипенко завоевала серебряную медаль, хотя были близка к «золоту», лидируя после четырёх видов программы. Изначально она отказывалась от участия в европейском чемпионате, так как недавно только восстановилась от травмы. Начала тренироваться лишь за месяц до начала турнира. Серебряная медаль чемпионата Европы — на данный момент высшее достижение спортсменки.
В том же году заняла четвёртое место в семиборье на летних Олимпийских играх в Лондоне. Однако после заключительного вида программы — бега на 800 метров, судьи дисквалифицировали немку Лилли Шварцкопф, занявшую третью позицию, за то, что она во время забега четыре раза заступила за линию своей беговой дорожки. Таким образом Йосипенко поднялась на третье место и уже готовилась к награждению, но германская спортсменка подала протест, который судьи удовлетворили, вернув немку в число призёров соревнования. Судьи решили, что нарушение допустила не Шварцкопф, а россиянка Савицкая.
В декабре 2012 года Всемирное антидопинговое агентство сообщило Йосипенко, что уровень гемоглобина в её образцах крови отличались от описанных в её биологическом паспорте. Она участвовала в украинских национальных чемпионатах в июле 2013 года, но Федерация лёгкой атлетики Украины дисквалифицировала её на следующий день и установила срок в четыре года. Йосипенко протестовала, говоря, что изменения уровня гемоглобина были результатом медицинского лечения и что она будет обжаловать дисквалификацию. IAAF подтвердил дисквалификацию в сентябре 2013 года. Её результаты с 25 августа 2011 года были аннулированы.
Окончила заочное отделение Тернопольского национального экономического университета по специальности банковский бизнес. Проживает вместе с парнем в съёмной квартире в Броварах.